# Catalogue des trépassés

Catalogue des Trespassez Au Lieu nommé Les Trois rivières est le titre original du premier registre de sépultures de la ville de Trois-Rivières (Québec, Canada). Ce registre est précédé d'une introduction dans laquelle son rédacteur nomme pour la première fois « Monsieur de la Violette » qu'on tient pour le fondateur de cette ville et qui s'est rendu là le 4 juillet 1634 sur les ordres de Samuel de Champlain, alors gouverneur de cette partie de la Nouvelle-France dite Canada. Les cinq premières pages de ce document comprenant l'introduction, ont été écrites par le père jésuite Paul Le Jeune. 
Le document original est conservé à l'Évêché de Trois-Rivières et les copies se trouvent à Bibliothèque et Archives nationales du Québec. Selon Bruno-Guy Héroux dans une publication de la revue d'histoire de la Mauricie et du centre du Québec, les cinq premières pages de ce registre, comprenant l'introduction, auraient plutôt été écrites en 1637 par le Père jésuite Ambroise Davost. 